# 坪内広綱
坪内 広綱（つぼうち ひろつな）は、室町時代（戦国時代）の武将。尾張国野府城主。坪内昌家の嫡男。織田信秀および織田信康の家臣。

## 坪内広綱
広綱は、藤原利仁流富樫氏族坪内氏および称良岑氏流前野氏系坪内氏の当主坪内昌家の子として生まれる。父である坪内城主坪内昌家は、1492年 - 1500年ごろに野府城を築城し、子であるこの坪内広綱は城主となり、坪内家の当主となる。天文16年9月22日（1547年11月4日）に織田信秀（および朝倉孝景・土岐頼芸）と斎藤道三との間で加納口の戦いが起こると、広綱は織田勢としてこの戦いに参戦した。織田軍の兵力は26,000名、斎藤軍の兵力は4,000名と、単純な合戦であれば織田軍が優勢だが、この戦いは織田軍の大敗に終わり、織田軍の戦死者は5,000人にも登ったという。この戦いで広綱も討ち死にしてしまったため、跡継ぎを失った父の昌家は、坪内家の娘を妻に迎えている前野又五郎忠勝を養子に迎え、野府城の城代とし、坪内家を継がせた。またこの加納口の戦いで大敗を喫した織田家は、その後平手政秀の働きにより信秀の嫡男・信長と道三の娘・胡蝶（濃姫）を縁組させることで、和睦を結ぶことになる。この戦いの後、織田方の戦没者を弔うための「織田塚」が築かれ、後に円徳寺に改葬したと伝わり、岐阜市の指定史跡となっていて、広綱もここに埋葬されている。また広綱の実姉は、坪内光景の父である坪内勝定に嫁いだ。この娘と勝定の子に坪内利定などがおり、利定の坪内家は明治初期の版籍奉還まで大身旗本として存続する。

## 藤原利仁流富樫氏族坪内氏
藤原利仁流富樫氏族坪内氏は藤原利仁と輔世王女の息子の藤原叙用の後裔の加賀国守護で安宅の関の関守の富樫左衛門泰家の子の富樫長泰（庄九郎、藤三郎）の継嗣である富樫遠江守親泰（庄次郎光忠）の後裔富樫藤左衛門坪内頼定（時定）を始祖とする。
富樫頼定は加賀国富樫郷より尾張国に赴き、犬山織田家に仕え、松倉城（現在は城跡を示す碑のみがある）を築城し城主となり始めて正式に坪内氏を称す。後に坪内氏は織田信長、豊臣秀吉に仕えた。しかし坪内利定は秀吉と不和になり徳川家康に召され仕えた。そして坪内氏は坪内光景（坪内但馬守光景）が大名になり、関白豊臣秀次付の筆頭家老になるが、秀次謀反を弁護した罪で秀吉により一族が処罰され、坪内氏と秀吉との決裂は決定的となる。坪内利定は関ヶ原の戦いで家康軍本隊の鉄砲隊を指揮し功があり、本拠地を新加納陣屋に移し大身旗本として大いに繁栄し現在に至る。
坪内姓は富樫泰家（重純）が代々奥州前野庄を領有し、一時前野氏を私称したが、子の富樫泰景が奥州前野庄の家督を継ぎ、孫の富樫氏景が奥州出羽富樫氏の祖となり、泰家（重純）は後に加賀国に戻り本拠地としその地で没し、泰家（重純）の子の富樫庄九郎長泰は奥州前野庄より尾張に居住し尾張富樫氏の祖となり、その家督を継いだ富樫親泰（光忠）の後裔の富樫安房が足利義満に仕え、富樫安隆が中務大輔として足利氏に仕え、富樫昌家の子の国枝（顕親）の養子となり富樫氏嫡流に入り、斯波氏家臣団として越前国坂井郡丸岡の坪ノ内、現福井県坂井市丸岡町坪ノ内（坪内氏の名字の地）に居住したことに由来する。

## 前野氏流坪内氏
前野氏流坪内氏（称良岑氏流前野氏系坪内氏）は、桓武天皇皇子の良岑安世を始祖とする良岑氏の系統で良岑高成(原高成)の子である、良岑(前野)高長もしくはその曽孫である前野時綱が尾張国丹羽郡前野村（現在の愛知県江南市前野町〜大口町辺り）に移り住んで前野を名乗った良岑氏流前野氏の当主前野長義の子、前野又五郎忠勝が坪内氏と婚姻し、坪内又五郎を称したことに始まるとされている。また、坪内又五郎忠勝は前野宗康の子であり坪内光景（前野将右衛門長康）の弟（出典:『武功夜話』）である前野勝長を養子とした。この勝長は、後に島左近清興に次ぐ石田治部少輔三成の二番家老となる前野忠康（舞兵庫）の父である。